# 1996년 대한민국
이 문서는 1996년 대한민국에서 일어난 사건을 다룬다.

## 재임자
제6공화국 (문민정부)
- 대통령 : 김영삼
- 국무총리 : 이수성

## 탄생
- B.I
- JIN
- 강다니엘
- 강민수 (프로게이머)
- 강병현 (1996년)
- 강성현
- 강유정 (유도 선수)
- 강은혜
- 강정묵
- 강지범
- 강채영
- 강태율
- 송우현
- 전상현 (야구 선수)
- 조병규 (배우)
- 최정 (바둑 기사)